# Leguan

A Leguan egy katonai hídrendszer, amely elsősorban Leopard 2 harckocsi alvázon hordoznak és vetnek be, de más platformok is hordozhatják. A 14 illetve 26 méter hosszú hídelemek teherbírása MLC80 szabványnak felel meg és több elem összeillesztésével akár 50 méter hosszú híd is lefektethető. A Leopard 2-re épülő hídvető harckocsit csupán két fő kezeli, akiknek a munkáját grafikus műszerek segítik. A híd lefektetése 5-6 percet vesz igénybe. A Leguan rendszert 14 ország rendszeresítette. A Magyar Honvédség számára 12 példány került megrendelésre.

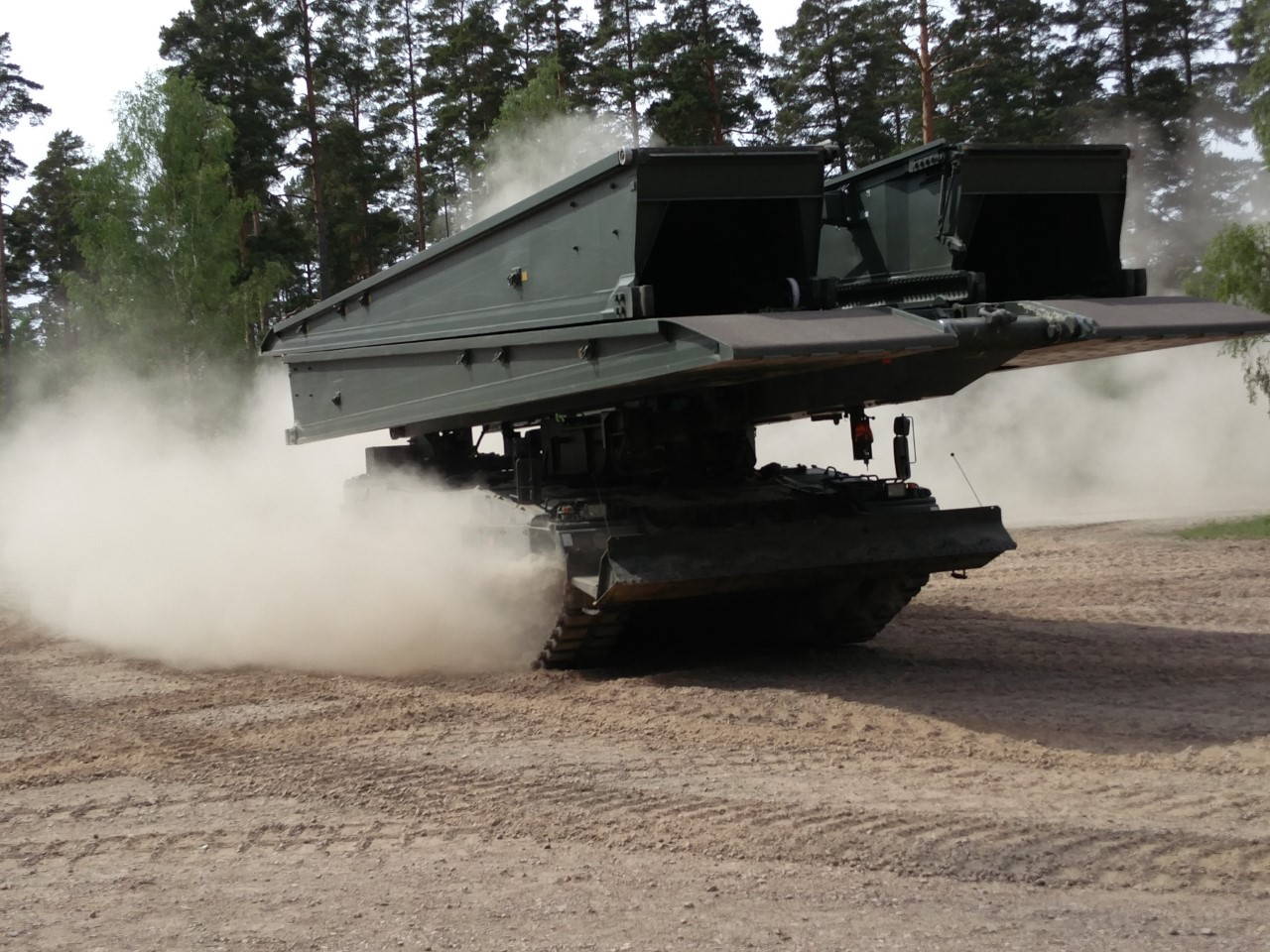
Egy Leguan terepen 26 méteres híddal
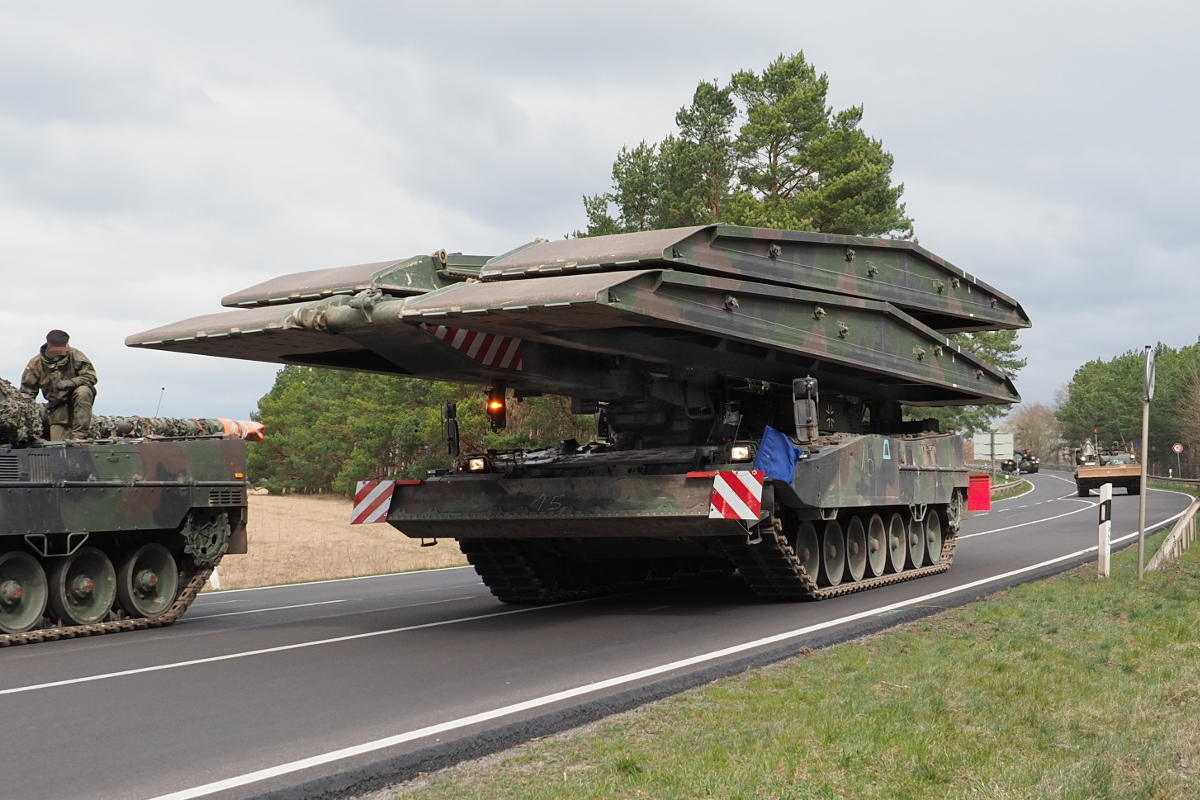
Egy Leguan úton 14 méteres híddal
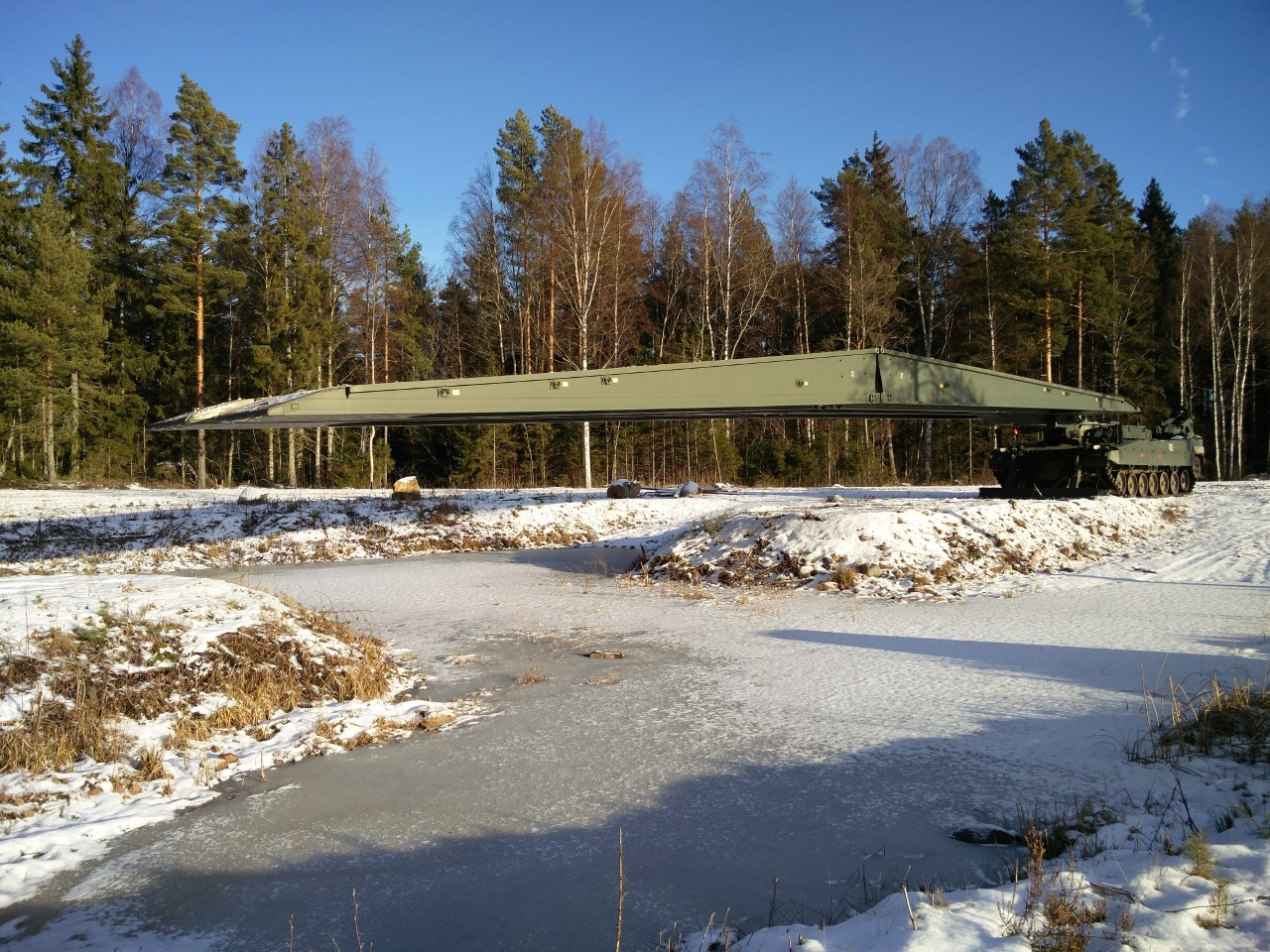
Egy 26 méteres híd fektetése
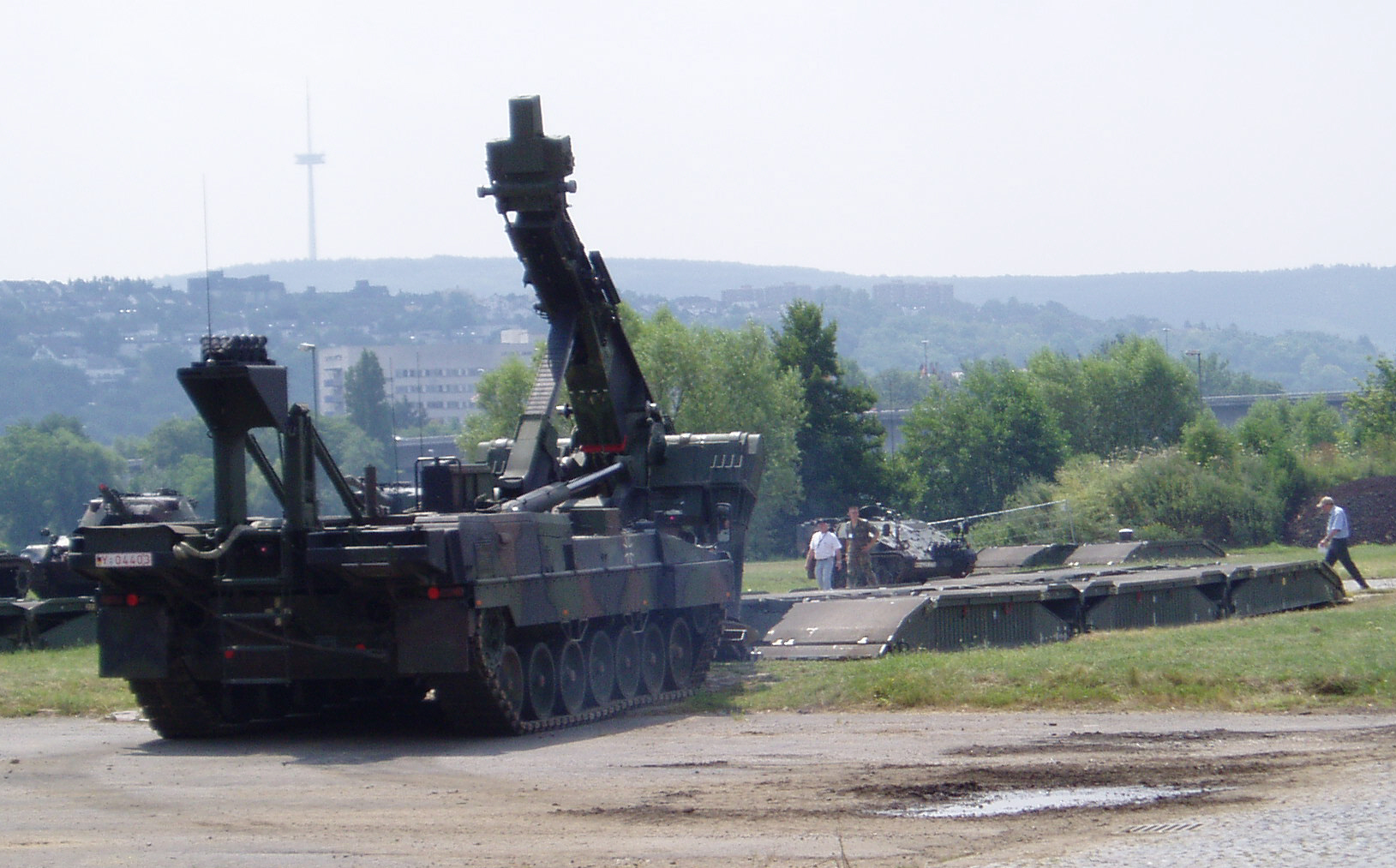
Egy Leguan híd lerakása után
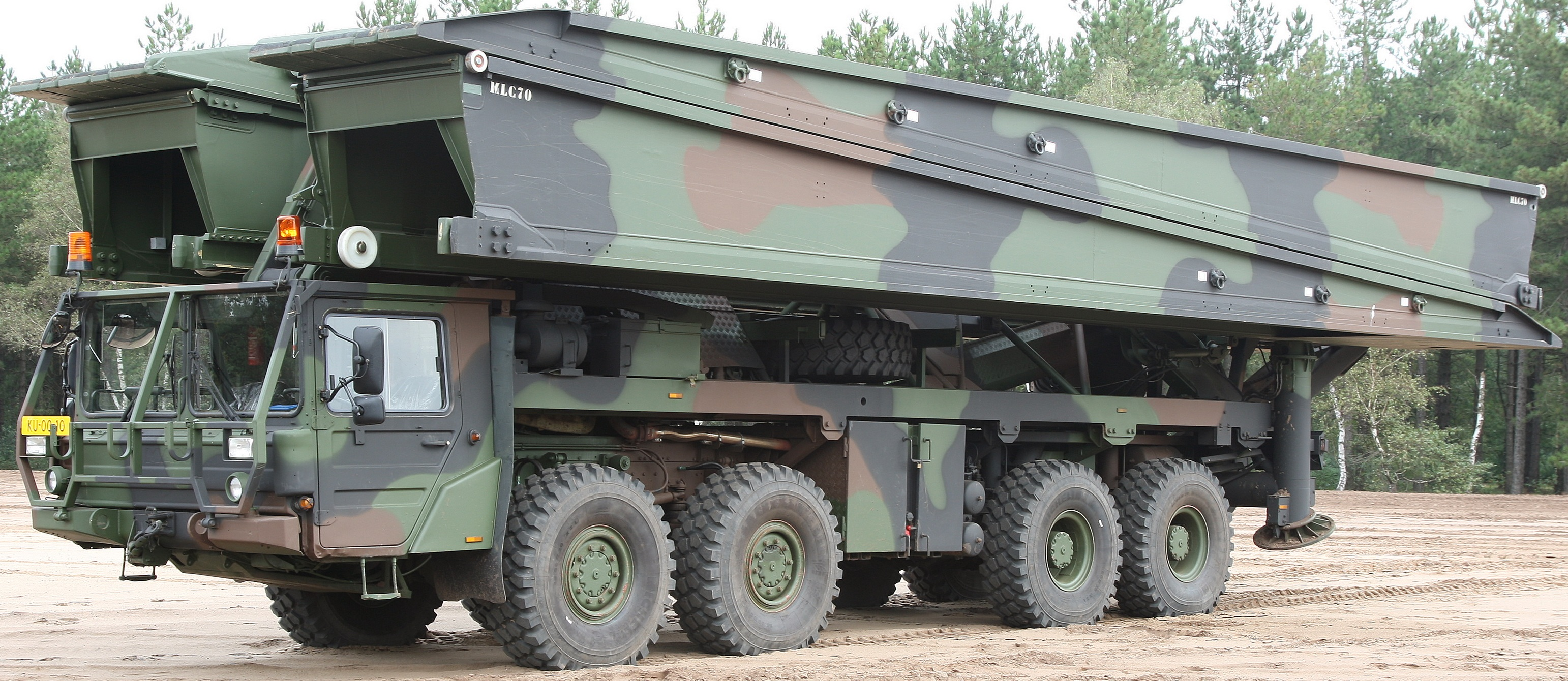
Leguan hídrendszer kerekes alvázon